# Ново-Егоровка (Могилёвская область)
Но́во-Его́ровка (бел. Новаягораўка) — деревня в Осиновском сельсовете Чаусского района Могилёвской области Белоруссии. До Великой Отечественной войны Глушец.
До 23 декабря 2009 года деревня входіла в состав Прудковского сельсовета.

## Население
- 2010 год — 1 человек